# Schultzichthys gracilis
Schultzichthys gracilis är en fiskart som beskrevs av Dahl, 1960. Schultzichthys gracilis ingår i släktet Schultzichthys och familjen Trichomycteridae. Inga underarter finns listade i Catalogue of Life.